# Keloïd
Een keloïd is een goedaardig gezwel bestaande uit overmatig littekenweefsel dat zich uitbreidt buiten de grenzen van de oorspronkelijke wond. De oorzaak kan een kleine verwonding zijn, zoals een piercing. Sommige mensen kunnen zich zelfs geen verwonding herinneren. Een keloïd wordt onderscheiden van een hypertrofisch litteken: een verdikt, rood litteken, dat zich wel tot de oorspronkelijke verwonding beperkt.
Op sommige huidgebieden (zoals het decolleté) komt het vaker voor.

## Variant
Acne keloidalis nuchae, ook wel folliculitis keloidalis. Hier ontwikkelen zich op het achterhoofd harde knobbeltjes, die tot dikke plakkaten kunnen uitgroeien. De oorzaak van de keloïdvorming lijkt een spontane folliculitis, ontsteking van de haarzakjes. Deze aandoening komt vrijwel nooit bij witte mensen voor. Bij witte mensen is het maar 1 op de 1000. Wanneer een keloïd optreedt in de kinder- of tienerjaren kan hier weinig aan gedaan worden. Het kan enkel weggenomen worden want de keloïd blijft groeien omdat de patiënt in zijn groei-jaren zit. Vanaf het 18de levensjaar kan het bestraald worden en zal het niet meer groeien omdat het lichaam ook niet meer groeit.

## Behandeling
Een echt afdoende behandeling bestaat niet. Dingen die vaak geprobeerd worden zijn:
- Siliconen in de vorm van verband, spray of crème.
- Corticosteroïdencrème of plaatselijke injectie.
- Chirurgische destructie of excisie. Een risico bij chirurgische behandelingen is dat aandoening er alleen maar door verergert. Bestraling na de ingreep verkleint het risico hierop.